# محمدعلی صدیقی
محمدعلی صدیقی (زاده ۱ مرداد ۱۳۶۰) جودوکار اهل ایران است. وی علاوه بر چندین قهرمانی در کشور، در سال ۱۹۹۶ به اردوی تیم ملی دعوت شد. وی دارنده اولین مدال طلای تاریخ جوانان جودو آسیا در مسابقات قهرمانی جوانان آسیا ۲۰۰۰ است.

## افتخارات
صدیقی در سال ۲۰۰۰ در اولین دوره مسابقات قهرمانی جوانان زیر ۲۱ سال آسیا هنگ‌کنگ به مدال طلا دست یافت و مدال برنز تیمی را نیز دریافت کرد. وی در اولین دوره مسابقات المپیک جوانان جهان مسکو در سال ۱۹۹۸ شرکت نمود و به عنوان پنجمی رسید. او در مسابقات قهرمانی زیر ۱۹ سال آسیا هندوستان در سال ۱۹۹۶ مدال برنز و در سال ۱۹۹۸ مدال نقره را از آن خود کرد.

## تورنمنت‌ها
- مسابقات قهرمانی جوانان زیر ۲۱ سال آسیا در هنگ‌کنگ ۲۰۰۰[۹]
- مسابقات کاپ جهانی بزرگسالان در کره‌جنوبی ۲۰۰۰
- مسابقات المپیک جوانان جهان در مسکو ۱۹۹۸
- مسابقات آسیایی زیر ۱۹ سال آسیا در هندوستان ۱۹۹۸[۱۰]
- مسابقات آسیایی زیر ۱۹ سال در هندوستان ۱۹۹۶
- مسابقات قهرمانی جودو کشور
- مسابقات جودو بسیج کشور[۱۱]
- مسابقات جودو دانشجویان کشور[۱۲]